# マルコポーロ・香港

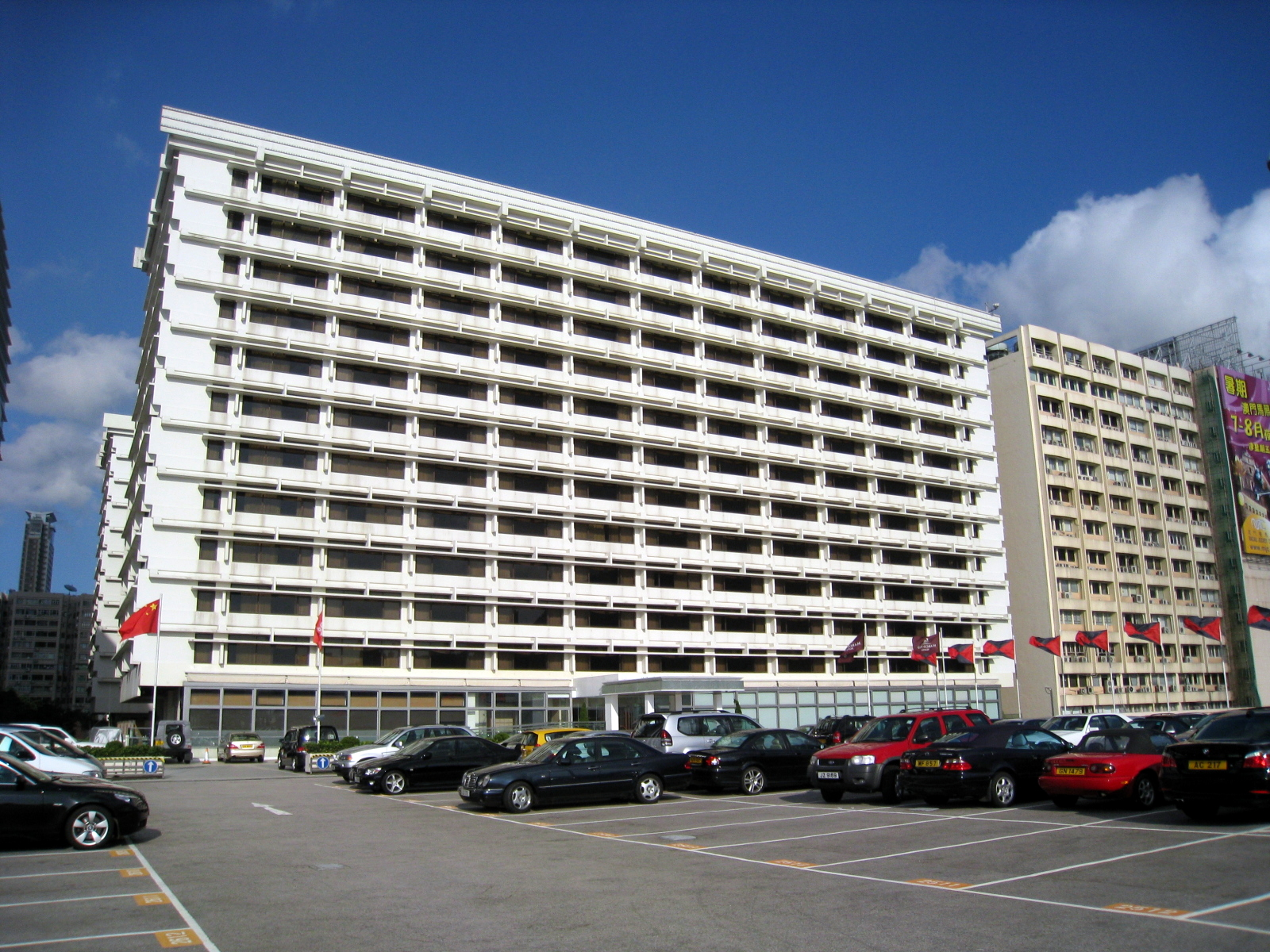
マルコポーロ・香港

マルコポーロ・香港（広東語：馬哥孛羅香港酒店、英語：The Marco Polo Hongkong Hotel）は、香港の九龍半島、尖沙咀にある高級ホテル。

## 概要

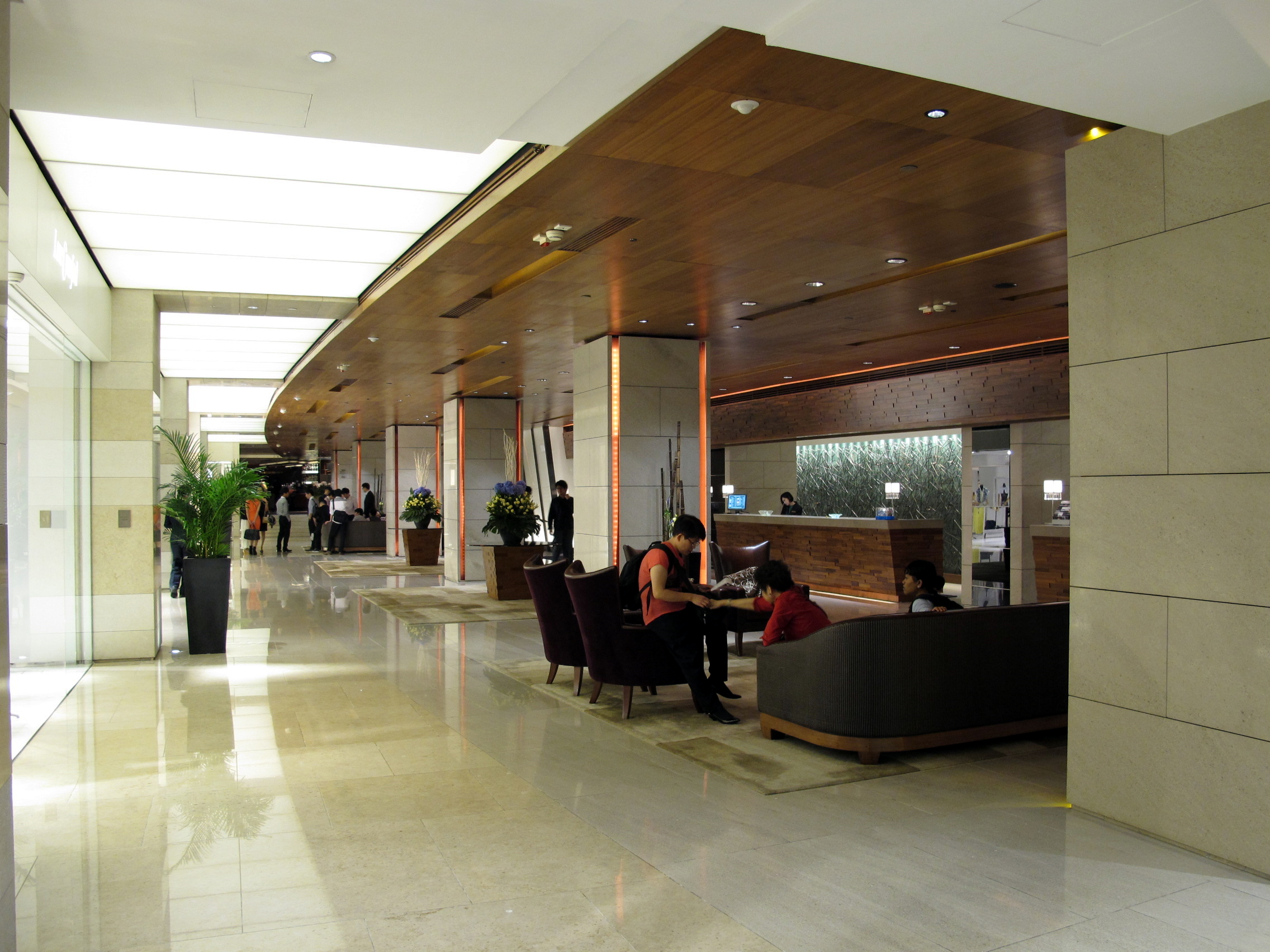
マルコポーロ・香港

イギリスの植民地下であった1969年にオープンした。当時の尖沙咀のホテルとしては最大級の規模を誇った。その後数度に渡りリノベーションを繰り返し設備を近代化し現在に至る。
尖沙咀の突端にあり、ハーバービューの客室やラウンジなどから、ビクトリア・ハーバーと香港島の景色を目の前に見ることができる眺望の良さを誇る。
大型客船が接岸するオーシャンターミナルや香港最大級のショッピングモール「海港城」、高級デパートの「レーン・クロフォード」に直結している上、彌敦道周辺の繁華街や香港文化中心にも徒歩数分圏内という便利な立地にある。
また、歩いてすぐのところにスターフェリー・ピアやバスターミナル、タクシースタンドがある他、徒歩数分圏内にMTRの駅が複数あるなど交通の便も良い。

## データ
- 所在地：九龍尖沙嘴広東道3号海港城
- 階数：18階
- 客室数：664室

## アクセス
オーシャンターミナルに直結している上、九龍と香港島を結ぶスターフェリー乗り場やバスターミナルに隣接し、雨天時でも雨に濡れずにアクセスできる。また、MTR屯馬線の尖東駅、MTR荃湾線の尖沙咀駅の駅にも徒歩数分でアクセスできる。
また、香港国際空港と市内のホテルを結ぶ定期バスが停車する他、ホテル専属のハイヤー（メルセデス・ベンツなど）が用意されており、空港との有償送迎の他、時間単位での貸切も可能である。

### 注意
なお、タクシーで訪れる際には、隣接して「マルコポーロ・プリンス（香港太子酒店）」と「マルコポーロ・ゲートウェイ（香港港威酒店）」と、同じ系列のホテルが2件建っているため注意が必要である。

## 施設
- レストラン
  - 「カフェ・マルコ」
  - 「クッチーナ」
  - 「ロビー・ラウンジ」
  - 「ニシムラ」
- バー
- フィットネス・ジム
- プール
- ビジネスセンター
- 宴会場
- 駐車場